# Polyctenidae
Polyctenidae Westwood, 1874 è una famiglia di piccoli insetti Cimicomorfi appartenenti all'ordine dei Rincoti, sottordine Eterotteri. Vivono come ectoparassiti ematofagi sui pipistrelli.

## Descrizione
Come altri zooparassiti, i Polyctenidae hanno adattamenti morfologici che permettono la fissazione sull'ospite. Hanno il corpo di piccole dimensioni, fortemente appiattito in senso dorso-ventrale, provvisto di uncini, processi spiniformi e setole sul capo, sul torace e sul primo urite addominale.
Il capo è grande e appiattito, privo di occhi e ocelli, con antenne composte di 4 articoli. Il rostro è anch'esso composto da 4 articoli.
Il torace mostra un pronoto largo, arrotondato posteriormente, ed è provvisto di ghiandola odorifera metatoracica. Le ali anteriori sono ridotte, quelle posteriori assenti. Le zampe hanno tarsi composti di 4 segmenti, con pretarso fornito di due unghie asimmetriche.
Le armature genitali maschili sono asimmetriche, con il paramero sinistro trasformato in organo copulatore. Anche in questi Cimicoidei si attua l'inseminazione emocelica, per perforazione del tegumento dell'addome.

## Biologia
I Polyctenidae hanno un regime dietetico ematofago e vivono come zooparassiti a spese dei Pipistrelli, con una spiccata specificità. Contrariamente agli altri Cimicoidei, sono insetti vivipari. Lo sviluppo postembrionale si svolge attraverso tre stadi giovanili.

## Sistematica
La famiglia comprende poco più di 30 specie ripartite fra 5 generi e si suddividono in due sottofamiglie :
- Famiglia Polyctenidae

- Sottofamiglia Hesperocteninae
- Sottofamiglia Polycteninae